# بيان الصفدي
بيان الصفدي (1956-) ولد في قرية الغارية في ريف محافظة السويداء في الجنوب السوري. حاصل على الإجازة في اللغة العربية آدابها من جامعة دمشق بالإضافة لحصوله على دبلوم في الإدارة.

## عمله[2]
- عمل في دار ثقافة الأطفال / بغداد / محررا ً ثقافيا ً منذ 1977حتى 1982.

- عمل رئيسا ً للقسم الثقافي في جريدة «الثوري» اليمنية 1989- 1997في عدن وصنعاء.

- عمل رئيسا ً لتحرير مجلة الأطفال «أسامة» 2003 - 2006 / وزارة الثقافة / دمشق.[3]

- يعمل الآن خبيراً في الهيئة العامة السورية للكتاب.

- نشر في مختلف المجلات والصحف العربية.

- له أعمال منشورة وملحنة في أكثر من وسيلة مقروءة ومرئية ومسموعة.

- أحد المساهمين في كلمات أغاني مسلسل «افتح يا سمسم».

- شارك في العديد من الندوات والمهرجانات ولجان التحكيم في مسابقات سورية وعربية للكبار والأطفال.

- كتب مسرحيتين للأطفال «المدرسة العجيبة» أخرجهما في العراق عزي الوهاب.

- كتب مسلسل الأطفال «المعاني» أخرجه للتلفزيون السوري المخرج عصام موسى.

- كتب أغاني مسلسل «حكاية الصياد عاشور» 30 حلقة لشركة بابل / العراق 1982.

- دخلت أعماله في المقررات المدرسية في بلدان عربية عديدة.

- لحن له للأطفال نجم عبد الله وعبد الحليم السيد وعبد الحسين السماوي وحسين قدوري وحسين نازك وسهيل عرفة وعلي رامز محمد.

- ترجمت بعض قصائده وقصصه للأطفال إلى الفرنسية والروسية.

- شارك في الأسبوع الثقافي لمكتبة الإسكندرية. مصر 2007.

- شارك في المهرجان القرائي الثاني في الشارقة 2008.

- كرم بندوة خاصة عن أدبه للأطفال، ودعوته، ومنحه درع مهرجان صفاقس لثقافة الطفل في 29 آذار 2008 في الجمهورية التونسية.

- رئيس لجنة التحكيم للمسابقة الأدبية للأطفال في الملتقى العربي التاسع للأطفال الذي انعقد في دمشق 13-7- 2008، والذي أقامته الأمانة العامة للجامعة العربية.

- شارك في مؤتمر ثقافة الأطفال. مجموعة باحثات في بيروت 2009.

- شارك في مهرجان المربد السابع في البصرة/العراق 2010.

- شارك في مؤتمر أدب الأطفال والسياسة. مجموعة باحثات في بيروت 2011.

- شارك في مؤتمر ثقافة الأطفال الدولي في بغداد 12-14/ 12/2011.

- شارك في المهرجان القرائي السادس للأطفال في الشارقة 2014.[4]

## مؤلفاته
- أعماله المنشورة للكبار:

```
   ويطرح النخل دما ً- شعر- 
اتحاد الكتاب العرب
- 
دمشق
- 1976.
```

```
دقات القلب -       - شعر- اتحاد الكتاب العرب- دمشق-  1984.
```

```
ما لا يعود -       شعر- 
وزارة الثقافة
 –  
دمشق
 -  1998.
```

```
جنة صغيرة -         شعر- وزارة الثقافة –  دمشق -   2002.
```

```
مختارات تراثية في الطفل والعلم والتعليم- وزارة الثقافة- دمشق 20006.
```

```
شعر الأطفال في الوطن العربي
 (دراسة تاريخية نقدية). وزارة الثقافة. دمشق 2008.
```

```
كتابها- شعر- وزارة الثقافة - دمشق 2011.
```

- للأطفال:
- حكايات جميلة –  10 أجزاء - دار الآداب – بيروت- 1978.

- أغلى كلمة. شعر

- حكايات صغيرة. شعر

- حكايات عربية. قصص

- وادي شمس.قصة

- جزيرة المحبة. قصة

- عصفور. قصة

- لوحات. شعر                                دار ثقافة الأطفال/ بغداد

- بطاقات محبة. شعر                         بين 1977-1982

- حكايات قبل النوم. قصص

- حكايات من تراثنا. قصص

- غنوا مع دارين. شعر (بالاشتراك مع سليمان العيسى) دار إيبلا- دمشق - 1989

- الأغاني. شعر– اتحاد الكتاب العرب- دمشق- 1982

- التفكير بالمقلوب. قصص- =       =             = 1984

- مصباح علاء الدين. شعر- وزارة الثقافة- دمشق- 1986

- تحيا الشجرة – شعر – اتحاد الكتاب العرب – دمشق 1987

- مغامرات مرجان ومرجانة – شعر - دار الحدائق – بيروت - 2003

- الكشكول. مختارات شعرية ونثرية – دار السائح – طرابلس – لبنان – 2005

- قصص للأطفال. هدية «العربي الصغير» الكويت. عدد تموز 2009

- ذات نهار. شعر. دار الحدائق. بيروت 2009.

- نسرين تنسى دائماً. قصتان. دار البحيرة. رام الله. فلسطين 2014.

- تحيا ابداً. اختيار وتقديم. قصائد لشعراء أطفال عن الشام- وزارة الثقافة- دمشق-2014.

- أخضر أصفر. شعر. دار البنان. بيروت. 2015.

- وطني قلبي. 0قصائدي للأطفال بين 1975-2000- وزارة الثقافة- دمشق-2015.

- ديوان الطفل العربي. ط1. دائرة الثقافة والإعلام. الشارقة. 2015.[4]